# Чен І
Чен І (程頤, 1033 — 5 жовтня 1107) — китайський філософ, педагог часів династії Сун, один з основоположників неоконфуціанства («вчення про принцип» — лі-сюе).

## Життєпис
Народився у м. Лоян (провінція Хенань). Походив із знатного чиновницького роду. Втім його батько Чен Сян займав посаду дрібного провінційного чиновника. Разом зі старшим братом Чен Хао у 1046—1047 навчався у Чжоу Дуньї. У 1059 році отримав вищий вчений ступінь цзіньши, але провалився на іспиті в палаці. Офіційну посаду зайняв тільки в 1087 році. Служив читцем у придворній административній школі, згодом там викладав. Був противником реформ Ван Аньши. У 1097 році засланий, в 1100 році реабілітований, проте його твори перебували під забороною до 1155 року. Помер 5 жовтня 1107 року у своєму рідному місті.

## Філософія
Основні твори — «І чжуань» ("Коментар до «Канону змін»), «Янь-цзи сохао хе сюелунь» («Судження про те, чому Янь-цзи любив вчити»). Інші твори написав разом з братом Чен Хао, які були зведені у сбірки «І шу» («Залишені після смерті»), «Ер Чен цюаньшу» («Повне зібрання творів двох братів Чен»).
У центрі вчення Чен І — категорія «принципу» (лі), утворюючого початку, єдиного для всієї Піднебесної. Усі речі є результат «віддзеркалення» різних сторін єдиного «небесного (тянь) принципу»; «принцип однієї речі (у) тотожний принципу темряви речей (ваньу)». Чен І відкинув висунуте Чжан Цзаем поняття «Великої порожнечі» (тайсюй) як першооснови Всесвіту, заповненої єдиної «пневмой» (ци). «Порожнеча» (сюй), згідно з Чен І, «не порожня (кун)», оскільки вона є «принцип» у його найвищій «реальності» (ши). Щодо природи (Неба) «принцип» виконує функції «приречення», а по відношенню до людини — його «індивідуальної природи».
У коментарях до «Чжоу і» Чен І фактично ототожнив дао з «принципом»: подібно до того як «перетворення і зміни, що відбуваються в часі», є «постійне дао» (тобто основа світозакона), «взаємозумовленість зменшення та зростання є небесний принцип», «сталість» якого виражено в обов'язковому взаємоперетворенні протилежних начал, що «доходять до межі».
«Пневма» вторинна по відношенню до «принципу», а «якість пневми» (цибін) визначає якість речей і явищ. У «серці» людини присутній сам «принцип», але «серце» не тотожне «принципу» внаслідок згубного впливу людських пристрастей. Самоаналіз, «потаємне вигодовування особистості, що вимагає шанобливої обережності» і «просування в навчанні для досягнення знання», дозволяють «прозріти небесний принцип» у власному «серці».
За Чен І, «доведення знання до кінця» (чжічжі) полягає у «вивірених речях» (ге у) за допомогою «звернення всередину».
У соціальній сфері універсальність «принципу» виражається в непорушності ієрархічного устрою суспільства («поділу на вище-і нижчестоящих») і «шануванні належної справедливості (і)»: «голодна смерть — вкрай незначна справа у порівнянні з втратою моральності, яка є вкрай значним справою».
Погляди Чен І були розвинені Чжу Сі, завдяки чому сформувалася ідейна течія ченчжу-сюепай, або школа Чен-Чжу.